# Hormathia
Hormathia is een geslacht van zeeanemonen uit de klasse van de Anthozoa (bloemdieren).

## Soorten
- Hormathia alba (Andrès, 1880)
- Hormathia andersoni Haddon, 1888
- Hormathia armata Rodríguez & López-González, 2001
- Hormathia castanea (McMurrich, 1904)
- Hormathia coronata (Gosse, 1858)
- Hormathia digitata (O.F. Müller, 1776)
- Hormathia georgiana Carlgren, 1927
- Hormathia incubans (Gravier, 1918)
- Hormathia insignis (Stephenson, 1918)
- Hormathia josefi Zhiubikas, 1977
- Hormathia lacunifera (Stephenson, 1918)
- Hormathia marioni (Haddon, 1889)
- Hormathia nodosa (Fabricius, 1780)
- Hormathia pectinata (Hertwig, 1882)
- Hormathia spinosa (Hertwig, 1882)